# قاعة هاربر الثلاثية
تعد سلسلة كتب قاعة هاربر الثلاثية  بقلم آنا ماكافري عن فتاة اسمها مينولي Menolly، ومغامراتها على هذا كوكب اسمه بيرن Pern، حيث الموسيقى والتنين مهمان للغاية. جمهور قراء هذه السلسلة هو من الشباب البالغين من الفئة العمرية، بعكس السلسلة المخصصة للكبار والمسماة راكبي التنين في بيرن.